# Schulinspektor
Schulinspektor (lateinisch: inspector scholae) war früher, je nach Schulordnung, der Leiter der Schule oder Organ der Schulaufsicht.
War der Inspektor seiner Funktion nach Leiter der Schule, war er der unmittelbare Vorgesetzte des Lehrerkollegiums. Er entschied wichtige Disziplinarfälle und bestimmte den Lehrplan. Er erteilte Urlaub und entschied über Versetzungen der Lehrer. Der Rektor war disziplinarisch nur „primus inter pares“ des Lehrerkollegiums. Ihm oblagen Einzelheiten des Schullebens, und er hatte das Recht, in allen Klassen dem Unterricht beizuwohnen. Der Inspektor war Mitglied der Versetzungskonferenzen.
Die Bedeutung des Rektors lag darin, dass er Hauptlehrer der obersten Klasse war und von seiner Tüchtigkeit der wissenschaftliche Ruf der Schule abhing. Außerdem repräsentierte er die Schule in öffentlichen Reden und Programmen.
Dem Schulinspektor übergeordnet waren, abhängig von zeitlichen und lokalen Gegebenheiten, beispielsweise Scholarchen. Bei städtischen Schulen, deren oberste Leitung der Rat der Stadt hatte, übte dieser in aller Regel diese Gewalt durch ein von ihm eingesetztes Kollegium von Scholarchen aus. Andernorts waren den Schulinspektoren übergeordnete Inspektoren vorgesetzt, so gab es beispielsweise einen Stadtschulinspektor und einen Kreisschulinspektor. Während Karl Mays Zeit als Fabrikschullehrer beispielsweise war ihm der örtliche Diakon als „Lokalschulinspektor“ vorgesetzt, dem wiederum der „Districts-Schulinspector“ übergeordnet war, der die Aufsicht über sämtliche Schulen der Ephorie führte. Die Lokalschulinspektoren hatten die unter ihrer Aufsicht stehenden Schulen möglichst oft unangekündigt zu besuchen. Dem Districts-Schulinspector oblag die Schulrevision in seinem Distrikt. Jede Schule sollte von ihm innerhalb von drei Jahren einmal revidiert werden. „Bei außerordentlichen Vorkommnissen (…) unverzüglich die nöthigen Localerörterungen anzustellen“, war selbstverständlich.